# Karo As
Das Karo As war eine Kunstflugstaffel der Luftstreitkräfte des österreichischen Bundesheeres.

## Geschichte
Die Kunstflugstaffel wurde auf Initiative von einigen Piloten des Jagdbombergeschwaders ins Leben gerufen.
Der Name „Karo As“ leitet sich aus einer Staffel der Fliegerkräfte des Bundesheers der 1. Republik ab. Diese Staffel flog auf Fiat CR.32 und hatte als Staffelabzeichen das Karo-Ass.
Die Vorgänger waren die Silver Birds, eine Kunstflugstaffel, die von 1966 bis 1968 existierte. Geflogen wurde auf der zweistrahligen französischen Fouga Magister. 1975 gab es einen Versuch die Staffel wieder zu reaktivieren, diesmal bereits auf der Saab 105, das Vorhaben scheiterte nach einem Jahr.
Das Karo-As-Team formierte sich Anfang März 1975 mit vier Saab 105 und stellte sich am 12. Juli 1975 beim Süd-Ost-Paracup erstmals der Öffentlichkeit vor. Beim ersten Flugtag der Fliegerkräfte am 6. September 1975 am Fliegerhorst Brumowski flog die Fliegerstaffel erstmals vor breiterem Publikum.
Beim Royal International Air Tattoo (RIAT) im Juli 1977, in Greenham bei Newbury (Berkshire), erreichte das Karo-As-Team den 2. Platz. in der Kategorie Shell Oil Trophy for best overall flying demonstration, nach den „Blue Herons“ der Royal Naval Air Station Yeovilton auf der Hawker Hunter. Diesen Erfolg konnte das Team 1979 auf der RIAT wiederholen, diesmal in derselben Kategorie nach der Patrouille Suisse auf der Hawker Hunter F-58s.
„Karo As“ flog 128 Vorführungen, davon über 43 mal im Ausland.
1982 wurde an „Karo As“ der „Wieland-Preis“ verliehen, die höchste Auszeichnung des Österreichischen Luftfahrerverbandes.
Der letzte Auftritt fand am 19. September 1984 statt. Im Zuge der Vorbereitungen des Überwachungsgeschwaders für die Einführung des Saab Drakens wurde „Karo As“ aufgelöst.
Die Stammbesatzung des Karo-As-Schwarms bildeten der spätere Austromir-Kosmonautenkandidat Robert Haas (Staffelkommandant), Andreas Müller als linker Flügel, auf der rechten Seite Klaus Naskau (ab 1977 Dieter Szolar) und in der Slotposition Gerhard Thalhammer. Weitere Mitglieder waren Hubert Strimitzer und Erich Fian. Erich Fian gehörte bis 1976 zur Besatzung, wurde dann von Klaus Naskau ersetzt, der wiederum 1977 von Dieter Szolar abgelöst wurde. Hubert Strimitzer wurde ab 1977 als Reservist für die Positionen Rechter Flügel, Linker Flügel und Slot eingesetzt. Ab 1979/80 wurde er vermehrt auf der Position linker Flügel eingesetzt.

## Fluggeräte
- Saab 105, Schulterdecker des schwedischen Herstellers Saab mit zwei Strahltriebwerken

Die vier Maschinen sowie die Ersatzmaschinen hatte eine spezielle Bemalung in Rot-Weiß-Rot. Außerdem gab es eine Testbemalung mit einem großen Karo-Ass auf der Oberseite des Flugzeuges. Rauchanlagen wurden zwar rudimentär (am Boden – nicht im Flug) getestet. Diese wurden jedoch nicht bewilligt.